# Джазаторское сельское поселение
Джазаторское се́льское поселе́ние — муниципальное образование в Кош-Агачском муниципальном районе Республики Алтай Российской Федерации.
Административный центр — село Беляши.

## История
Статус и границы сельского поселения установлены Законом Республики Алтай от 13 января 2005 года № 10-РЗ «Об образовании муниципальных образований, наделении соответствующим статусом и установлении их границ».

## Население
| 2010  | 2011  | 2012  | 2013  | 2014  | 2015  | 2016  | 2017  | 2018  |
| ----- | ----- | ----- | ----- | ----- | ----- | ----- | ----- | ----- |
| 1443  | ↗1448 | ↘1426 | ↘1412 | ↘1402 | ↘1373 | ↘1354 | ↗1357 | ↗1370 |
| 2019  | 2020  | 2021  |       |       |       |       |       |       |
| ↗1378 | ↘1339 | ↗1386 |       |       |       |       |       |       |

## Состав сельского поселения
| № | Населённый пункт | Тип населённого пункта       | Население |
| - | ---------------- | ---------------------------- | --------- |
| 1 | Беляши           | село, административный центр | ↘1292     |
| 2 | Аркыт            | село                         | ↘62       |